# Cardamine battagliae
La dentaria di Battaglia (Cardamine battagliae Cesca & Peruzzi, 2002) è una pianta della famiglia delle Brassicacee, endemica della Calabria.

## Descrizione
Il numero cromosomico di Cardamine battagliae è 2n=ca. 160.